# Dubné
Dubné (en allemand : Duben) est une commune du district de České Budějovice, dans la région de Bohême-du-Sud, en République tchèque. Sa population s'élevait à 1 727 habitants en 2023.

## Géographie
Dubné se trouve à 9 km à l'ouest du centre de České Budějovice et à 123 km au sud de Prague.

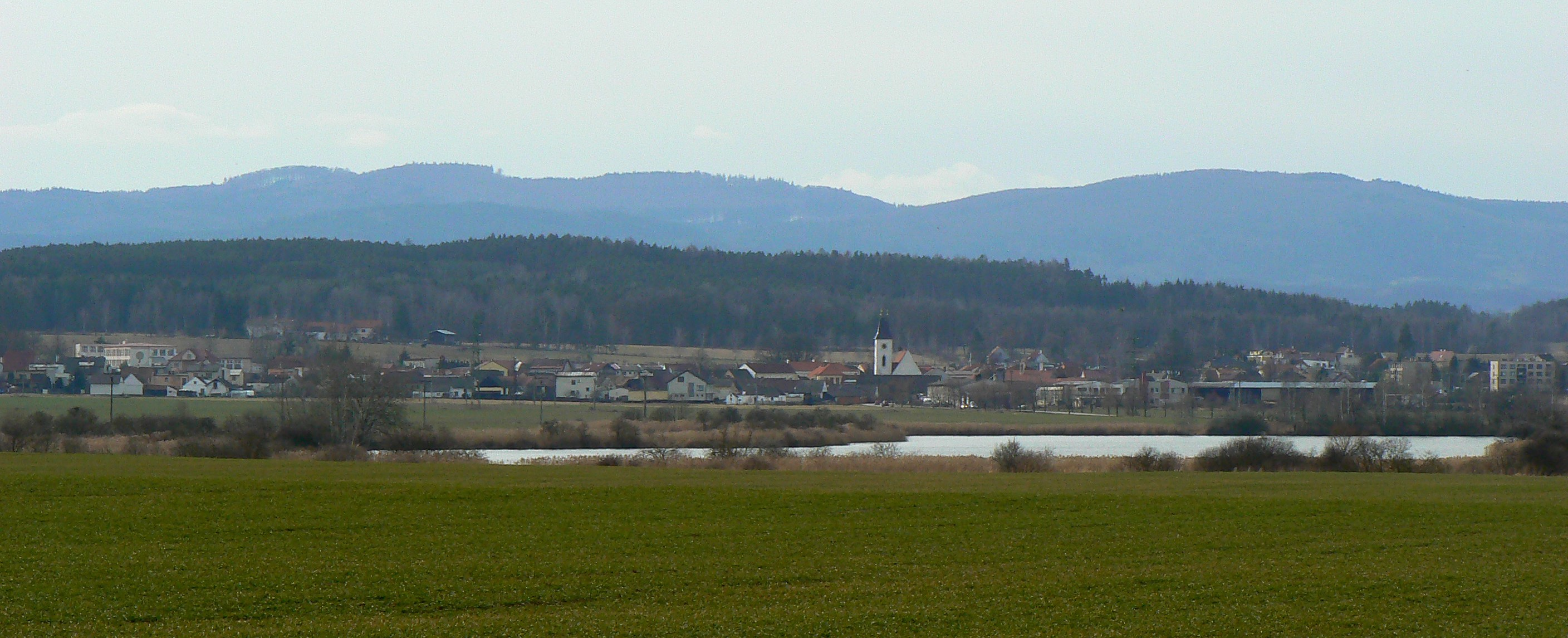
Dubné : vue générale.

La commune est limitée par Břehov au nord, par Čejkovice, Branišov et Litvínovice à l'est, par Homole, Lipí et Habří au sud et par Kvítkovice, Čakov et Žabovřesky à l'ouest.

## Histoire
La première mention écrite du village date de 1263.

## Administration
La commune se compose de quatre sections :
- Dubné
- Jaronice
- Křenovice
- Třebín

## Galerie

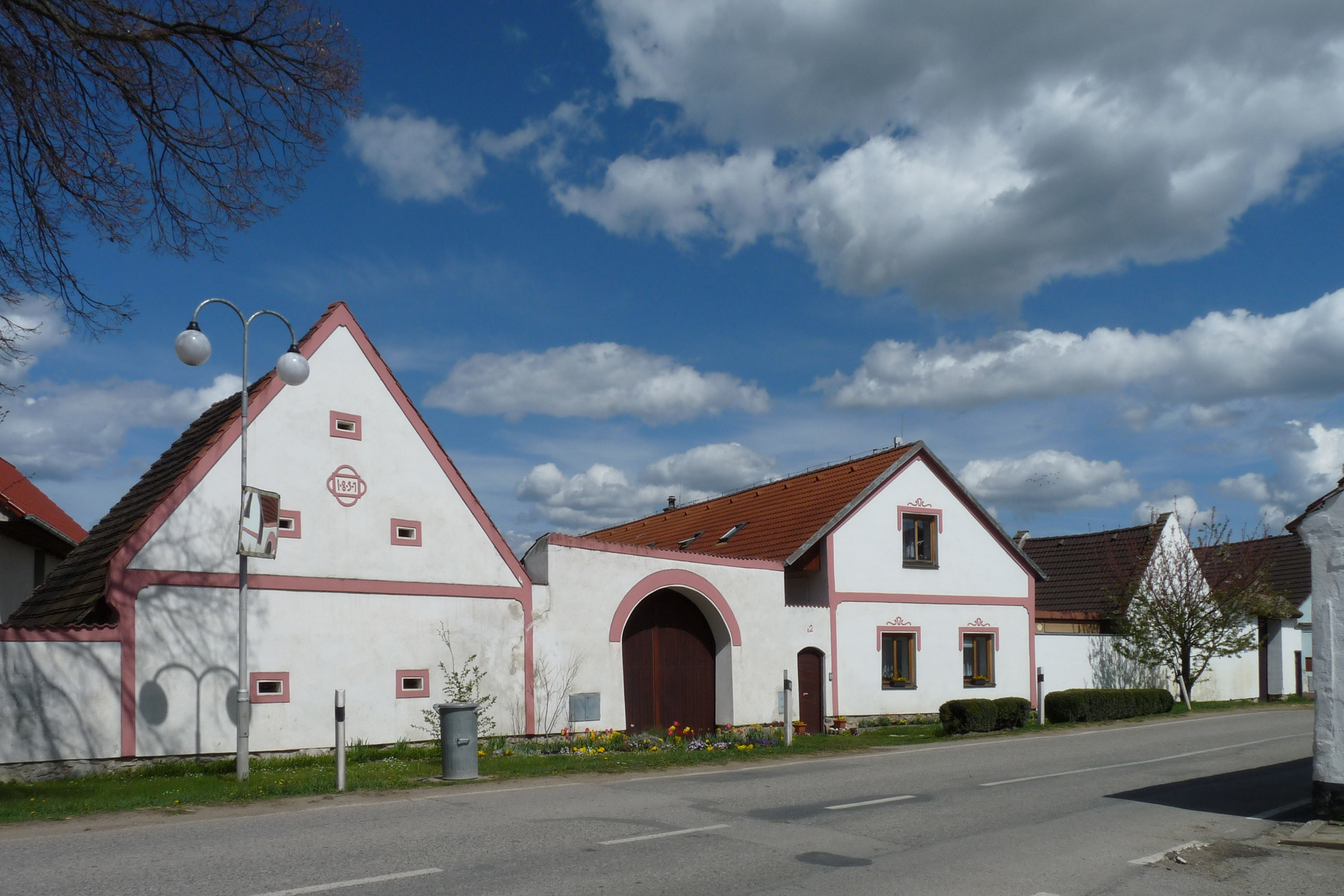
Maisons à Dubné.
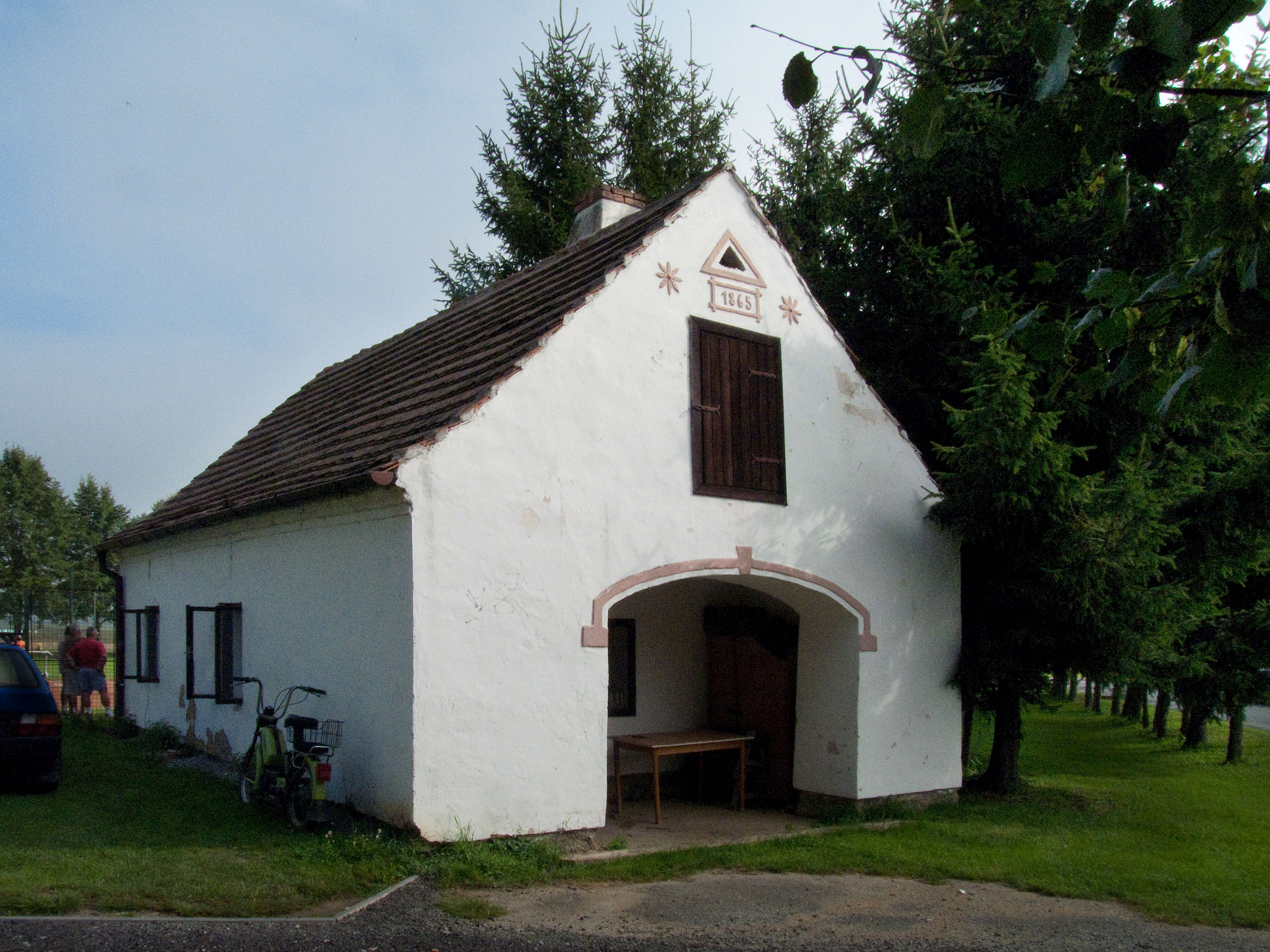
Ancien atelier de forgeron.

## Transports
Par la route, Dubné se trouve à 9,5 km de České Budějovice et à 160 km de Prague.

## Source
- (cs) Cet article est partiellement ou en totalité issu de l’article de Wikipédia en tchèque intitulé « Dubné » (voir la liste des auteurs).